# Nébuleuse des Néréides
SNR G107.5-5.2
SNR G107.5-5.2, également nommée la nébuleuse des Néréides, est un rémanent de supernova situé dans la constellation du Cassiopée découvert en 2023. 
Elle a été nommée ainsi par ses découvreurs en raison de l’aspect ondulé de ses nébulosités, semblable à des vagues, ainsi que pour sa localisation dans la constellation de Cassiopée, l'histoire de la reine Cassiopée se recoupant avec celle des Néréides qu'elle avait offensé,.